# Doktor
Doktor (weiblich auch Doktorin; von lateinisch doctor ‚Lehrer‘, weiblich auch doctrix ‚Lehrerin‘; zu lateinisch docere ‚lehren‘, doctus ‚gelehrt‘) ist der höchste akademische Grad. Die Abkürzung ist Dr., im Plural Dres. (lateinisch doctores). Der akademische Doktorgrad (das Doktorat) wird durch die Promotion an einer Hochschule mit Promotionsrecht erlangt und entspricht der höchsten Stufe (Niveau 8) des Deutschen Qualifikationsrahmens (DQR), des Europäischen Qualifikationsrahmens (EQR) und des internationalen ISCED-2011 der UNESCO. Durch die Promotion wird dem Kandidaten die Fähigkeit zum selbstständigen wissenschaftlichen Arbeiten bescheinigt. Eine abgeschlossene Promotion ist in der Regel Voraussetzung für eine Habilitation.
In manchen Ländern und Studienfächern existieren auch Doktorgrade in Form eines sogenannten Berufsdoktorats, also im Wesentlichen als Studienabschluss und ohne notwendige Verbindung zu einer Forschungsleistung.
Im Gegensatz zu weitverbreiteten Vorstellungen und alltäglichen Redeweisen ist der Doktor im strikten Sinn kein „Titel“, und er ist auch nicht „Teil des Namens“.

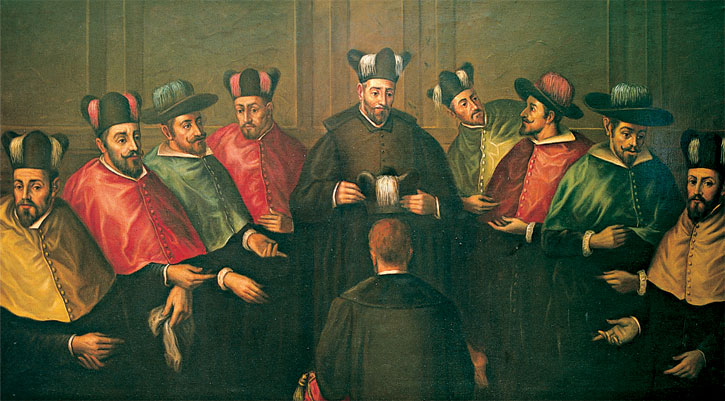
Verleihung des Doktorhutes als äußeres Zeichen der erworbenen Doktorwürde, der Promotion (Darstellung aus dem 17. Jahrhundert)

## Anforderungen

### Anforderungen in Deutschland
Eine Zulassung zum Promotionsverfahren setzt heute im Regelfall einen Master-, Magister-, Diplom- oder Lizenziatsabschluss einer Hochschule voraus. In den Fächern Rechtswissenschaft, Tiermedizin, Zahnmedizin, Pharmazie und Medizin wie auch in einigen Lehramtsstudiengängen wird das Studium mit einem Staatsexamen abgeschlossen. Dies gilt gleichermaßen als Zulassungsvoraussetzung für eine Promotion.
Im Ausnahmefall und je nach Bundesland können auch besonders qualifizierte Absolventen von Fachhochschulen beziehungsweise Bachelorabsolventen anderer Hochschulen im Rahmen einer Eignungsprüfung zugelassen werden, dies setzt jedoch meist zusätzlich zu erbringende Studienleistungen auf Masterniveau voraus, die mehrere Semester umfassen können.
An manchen geisteswissenschaftlichen Fakultäten konnten früher im Haupt- und in den Nebenfächern hervorragende Studenten ohne vorheriges Abschlussexamen ausnahmsweise, nach zweifacher Professorenbegutachtung, zur Promotion zugelassen werden. Diese sogenannte „einzügige“ Promotion ist nicht mehr möglich. Auch die „grundständige“ Promotion, bei der vom Studienbeginn an ausschließlich die Promotion als Abschluss angestrebt wird, ist an den meisten Universitäten in Deutschland spätestens um 1990 für die große Mehrheit der Fächer abgeschafft worden.
Die meisten Promotionsordnungen fordern zudem bestimmte Gesamt- oder Examensnoten (im Allgemeinen: mindestens die Gesamtnote „gut“, bei den Juristen überwiegend „vollbefriedigend“) für die Zulassung zur Promotion bzw. einem Doktoratsstudium.
Für die Promotion muss eine schriftliche Arbeit (Dissertation oder Doktorarbeit) angefertigt werden, die neue wissenschaftliche Erkenntnisse enthält. Die Abfassung dieser Arbeit dauert je nach Fach zumeist zwei bis fünf Jahre; in dieser Zeit wird der Doktorand von einem habilitierten Wissenschaftler (Doktorvater), im Allgemeinen einer Person mit dem Titel Professor, betreut. Die Berechtigung zur Betreuung von Doktoranden ist von Fakultät zu Fakultät unterschiedlich geregelt. So können, in Abhängigkeit von der jeweiligen Promotionsordnung, häufig die meisten Hochschullehrer, also sowohl habilitierte Privatdozenten als auch Professoren (unabhängig davon, ob sie habilitiert sind) und Juniorprofessoren als Doktorvater fungieren. Der notwendige Aufwand und das erforderliche Niveau sind von Fach zu Fach, teils sogar von Betreuer zu Betreuer extrem unterschiedlich, da (nicht nur in Deutschland) einheitliche Vorgaben fehlen.
In naturwissenschaftlichen, zuweilen aber auch in geisteswissenschaftlichen Fächern ist eine kumulative Promotion auf der Basis mehrerer wissenschaftlicher Publikationen in Fachjournalen möglich. Hierbei werden die Studienergebnisse anstelle in einer Monographie in thematisch zusammenhängenden Fachartikeln veröffentlicht.
Je nach Promotionsordnung kann die Doktorarbeit intern, an der Universität, oder extern, in einer anderen Einrichtung, angefertigt werden, wobei bei einer externen Promotion mindestens einer der Gutachter mit der Universität, die den Grad verleiht, verbunden sein muss.
Die mündliche Promotionsleistung wird von ausgewählten Fakultätsvertretern abgenommen und besteht aus einer Disputation, in der die vom Promovenden eingereichten Thesen diskutiert werden, einer Verteidigung, in der die Dissertation verteidigt wird, einem Rigorosum, bei dem weitere Fächer oder Themenbereiche geprüft werden, oder aus mehreren aus den drei Prüfungsmöglichkeiten kombinierten Verfahren.
Das Prozedere regeln die Promotionsordnungen der einzelnen Fakultäten bzw. Fachbereiche. Nachdem alle Prüfungsleistungen erbracht sind, erhält der Doktorand in der Regel seine vorläufige Promotionsurkunde.

Für Dissertationen gilt in Deutschland im Allgemeinen eine Publikationspflicht. Die Arbeit muss innerhalb einer bestimmten Zeit öffentlich zugänglich gemacht werden, wobei viele Promotionsordnungen inzwischen (neben der Veröffentlichung als normales Buch, als spezielle Hochschulschrift bzw. als Mikrofiche) auch eine Online-Publikation anerkennen. Erst mit der Veröffentlichung der Dissertation ist das Verfahren endgültig abgeschlossen. Danach erhält der Doktorand die Promotionsurkunde und damit das Recht, den akademischen Grad zu führen. In den Promotionsordnungen einiger Universitäten wird dem Doktoranden die Möglichkeit eingeräumt, in der Zeit zwischen Disputation bzw. Rigorosum und der Publikation der Dissertation oder der Zeit zwischen der Publikation der Dissertation und der Aushändigung der Doktorurkunde den Grad eines Dr. des. (doctor designatus) zu führen. Andere Promotionsordnungen verbieten das Führen dieses Grades ausdrücklich.
Eine Sonderrolle nehmen Promotionen in der Medizin ein. Zum einen kann die Arbeit an der Dissertation schon vor Studienende, jedoch nach dem 1. Staatsexamen, begonnen werden, zum anderen sind die Promotionen hinsichtlich Anspruch und Umfang oft eher mit Diplomarbeiten in naturwissenschaftlichen Fächern vergleichbar. Aus diesem Grund wird der deutsche Dr. med. (doctor medicinae) im angelsächsischen Raum nicht dem Ph.D. gleichwertig erachtet, sondern wie ein Berufsdoktorat mit einem Masterabschluss gleichgestellt. Der deutsche Wissenschaftsrat vertritt seit 2009 eine ähnliche Position. Dennoch ist auch der Dr. med. wie alle deutschen Doktorgrade dem dritten Studienzyklus des Europäischen Qualifikationsrahmens (EQR) und mit Niveau 8 dem höchsten erreichbaren Niveau zuzuordnen. Außerdem kann ein Mediziner nachweisen, dass seine Promotionsleistung der eines Ph.D. entspricht und beim Europäischen Forschungsrat einen Antrag auf Gleichsetzung mit diesem stellen. Seit 1869 erfolgt die Promotion zum Dr. med. unabhängig von den Prüfungen für die Approbation.

### Besonderheiten in anderen Ländern
In vielen Staaten gibt es auch berufspraktische Doktorstudiengänge zur Vertiefung oder Erweiterung eines vorherigen Magisterstudiums, bei denen erfolgreichen Absolventen mit einem zusätzlichen Rigorosum und einer entsprechenden schriftlichen Arbeit ein Doktorgrad verliehen wird, ein sogenanntes Berufsdoktorat. Ein Beispiel ist der Juris Doctor (J.D./ JD) oder der PhDr. (doktor filozofie, Doktor der Philosophie). Der Juris Doctor ist vergleichbar mit dem ersten Staatsexamen des Jurastudiums in Deutschland.
Besonderheiten existieren auch bei der Anerkennung des in den USA vergebenen Grades M.D. (Doctor of Medicine) bzw. seines tschechischen und slowakischen Äquivalents MUDr (medicinae universae doctor). Bei beiden Graden handelt es sich um Berufsdoktorate, die ohne Promotionsleistung nach Abschluss des Studiums vergeben werden. Die gleiche Abkürzung steht allerdings im Vereinigten Königreich für Medicinae Doctor (früher auch im deutschsprachigen Raum verwendet) und bezeichnet einen mit dem deutschen Dr. med. vergleichbaren akademischen Forschungs-Doktorgrad (erfordert also eine wissenschaftliche Dissertation). Der Europäische Forschungsrat (ERC) erkennt den M. D. nicht als automatisch gleichwertig mit einem Doktorgrad an, sondern verlangt eine individuelle Überprüfung, ob es sich um ein Forschungsdoktorat handelt oder der Bewerber eine klinische Weiterbildung abgeschlossen hat.

## Häufigkeit
Im Jahr 2010 wurden insgesamt 25.500 Doktorgrade an deutschen Universitäten und gleichgestellten Hochschulen verliehen. Bundesweit lag die Promotionsquote im Jahr 2010 bei 1,1 Promotionen je Professor; im Jahr 2002 kamen 1,0 Promotionen auf einen Professor. In Deutschland wurde insgesamt ca. 1,3 % der Bevölkerung der akademische Grad Doktor verliehen, in den USA einschließlich Berufsdoktoraten etwa 1,5 %.
Da der Anteil der Akademiker an der deutschen Bevölkerung in den vergangenen Jahrzehnten stark gestiegen ist, ist unter den jüngeren Deutschen auch die Zahl der Promovierten gewachsen, allerdings nicht proportional: Im Jahre 2004 wurden so 2,7 % eines durchschnittlichen Altersjahrganges in Baden-Württemberg der akademische Grad Doktor verliehen, in Hamburg 3,4 % und Berlin 3,1 %, in Deutschland insgesamt 2,1 %. Im OECD-Staatenmittel konnten dagegen nur 1,3 % eines Jahrgangs eine Promotion erfolgreich abschließen. Die ersten Plätze im OECD-Vergleich belegten: Schweden mit 3,1 %, Schweiz 2,7 %, Portugal 2,5 % gefolgt von Deutschland.
Das Durchschnittsalter bei Promotion lag 2001 in Deutschland bei 32,8 Jahren. In Deutschland lag die Promotionsquote 2001 bei Frauen bei 1,4 %, bei Männern bei 2,4 %.
Stark unterschiedlich ist in den einzelnen Studienfächern die Anzahl der Absolventen, die eine Promotion anschließen lassen. Am niedrigsten ist die Promotionsrate mit etwa 6 % im Bereich der Architektur. Im Gegensatz dazu liegt die Promotionsrate beispielsweise in der Biologie bei rund 86 %, in der Chemie bei ca. 79 %, in der Physik bei etwa 64 % und in der Medizin bei ca. 63 %.
Im Jahr 2009 erfolgten 30,8 % der Promotionen in Deutschland in Medizin, 29,7 % in den mathematisch-naturwissenschaftlichen Fächern, 14,2 % in Rechts- und Wirtschaftswissenschaften, 10,5 % in Sprach- und Kulturwissenschaften, 9,4 % in den Ingenieurwissenschaften, 1,9 % in Agrar- und Forstwirtschaft, 1,0 % in Kunstwissenschaft und 0,4 % in Sportwissenschaft. Damit entfallen drei Viertel der Promotionen auf Medizin sowie Natur-, Rechts- und Wirtschaftswissenschaften; dagegen wird nur etwa jeder zehnte Doktorgrad in den Geisteswissenschaften erworben.

## Geschichte
Akademische Lehrer der Medizin im Ostgotenreich wurden erstmals im 6. Jahrhundert mit Doctor bezeichnet. Bis ins 12. Jahrhundert galt die Bezeichnung für Gelehrte und Lehrer jeglicher Art, oder als besondere Auszeichnung hervorragender Gelehrter.
Zu Beginn konnten ausschließlich Päpste oder Kaiser die Doktorwürde verleihen; diese verliehen das Recht jedoch häufig den sich neu gründenden Universitäten bzw. Fakultäten. Die erste nachweisbare Verleihung eines Doktorgrades fand 1219 in Bologna nach Bestätigung der dortigen Promotionsordnung durch Papst Honorius III. statt; das erste Doktordiplom einer Universität im Heiligen Römischen Reich wurde am 12. Juni 1359 an der Karls-Universität in Prag verliehen.
Zusätzlich zu den Personen, die über ein universitäres Studium zur Promotion kamen (rite promoti oder doctores legitimae promoti), machten vor allem seit Ende des 15. Jahrhunderts Hofpfalzgrafen von ihrem kaiserlichen Privileg Gebrauch, auch anderen Personen – in der Regel gegen Bezahlung – den Titel eines Magisters und Doktors zu verleihen. Weil sich das Siegel der Urkunden oft in einer Kapsel (bulla) befand, hießen diese Personen dann „Bullenmagister“ bzw. „Bullendoktoren“ (doctores bullati).
Die mittelalterliche Universität kannte ausgehend von der Pariser Universität drei aufeinander aufbauende Abschlüsse: das Bakkalaureat, das Lizenziat und schließlich das Doktorat. Während die ersten zwei Abschlüsse nach und nach den Charakter einer Zwischenprüfung erhielten und spätestens im 17. Jahrhundert ungebräuchlich wurden, entwickelte sich der Doktor weiter. Er wurde häufig auch Magister genannt, was völlig gleichbedeutend war.
Die mittelalterliche und die neuzeitliche Universität bestand aus vier Fakultäten: der theologischen Fakultät, der juristischen Fakultät, der medizinischen Fakultät und der sogenannten „Artistenfakultät“ (von artes liberales). Ab dem 15. Jahrhundert setzt ein Niedergang der Artistenfakultät ein, bis sie schließlich eine den anderen drei Fakultäten dienende, untergeordnete Stellung einnahm. Hernach verliehen die Artistenfakultät ausschließlich den Magister und die höheren Fakultäten den Doktor. Die Abkürzung lautete anfangs üblicherweise nur „D.“, woraus sich an einigen theologischen Fakultäten bis heute der Brauch herleitet, den theologischen Ehrendoktor mit dem Führen dieser Abkürzung zu erlauben.
Bis zur Reformation hatte ein Doktor das Recht, an allen abendländischen Universitäten zu lehren; dieses Recht wurde benannt als ius ubique docendi. Der Doktor entsprach also eher der heutigen Habilitation, was sich bis heute darin spiegelt, dass es keinen höheren akademischen Grad als den Doktor gibt.
Mit der Neukonzeptionierung der Universität im frühen 19. Jahrhundert wurde die Artistenfakultät in die philosophische Fakultät umgewandelt. Entsprechend wurde ihr höchster Abschluss, der magister artium, umbenannt in doctor philosophiae (Dr. phil).
Die erste promovierte Frau Deutschlands war Dorothea Erxleben aus Quedlinburg. Im Januar 1754 reichte sie ihre Dissertation mit dem Titel Academische Abhandlung von der gar zu geschwinden und angenehmen, aber deswegen öfters unsicheren Heilung der Krankheiten ein und am 6. Mai desselben Jahres trat sie in Halle (Saale) zum Promotionsexamen an, das sie mit großem Erfolg ablegte.

## Rechtliches

### Begriff „Doktortitel“

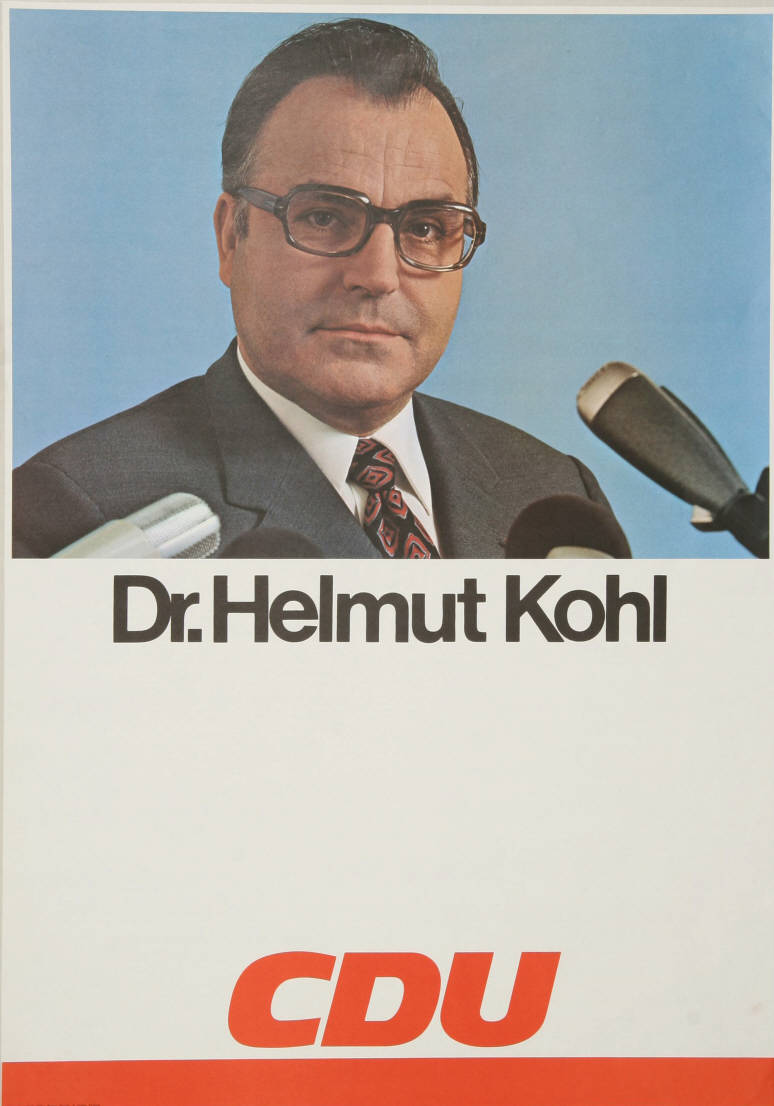
CDU-Wahlplakat mit Aufschrift „Dr. Helmut Kohl“ (1972)

Umgangssprachlich wird für den Begriff „Doktorgrad“ das Wort „Doktortitel“ verwendet. Es handelt sich jedoch bei einem akademischen Grad nicht im strengen Sinn um einen Titel, siehe hierzu Akademischer Grad#Abgrenzung zu Titeln.

### Deutschland

#### Promotionsrecht
Seit Umsetzung des Bologna-Prozesses können Studierende nach einem Bachelor- und Masterstudium eine Promotion beginnen. Dabei ist es unerheblich, ob diese Studien komplett oder teilweise an Fachhochschulen absolviert wurden. Voraussetzung ist nur, dass die Summe der Credits mindestens 300 beträgt. Bis dahin konnten in Deutschland das Doktorat von einer Universität, Technischen Universität, Technischen Hochschule, Gesamthochschule, Musikhochschule, Kunsthochschule, Sporthochschule, Medizinischen bzw. Veterinärwissenschaftlichen Hochschule, Kirchlichen oder Pädagogischen Hochschule mit Promotionsrecht verliehen werden. Fachhochschulen besaßen in der Regel kein Promotionsrecht mit der Ausnahme des Landes Hessen, das es den Fachhochschulen ermöglichte, das Promotionsrecht zu beantragen. In Schleswig-Holstein konnten Fachhochschulen ihren Studierenden in Zusammenarbeit mit Universitäten über ein Promotionskolleg Möglichkeiten zur Promotion geben. Auch konnten Professoren der Fachhochschulen in verschiedenen Bundesländern als Betreuer oder Prüfer in einem Promotionsverfahren einer promotionsberechtigten Hochschule bestellt werden.
Fachhochschulprofessoren haben (2022) in der Regel keine Möglichkeit ein eigenständiges Promotionsverfahren durchzuführen. Es besteht aber die Möglichkeit, in Kooperationen mit Universitäten als Zweitgutachter Promotionen zu betreuen. Mitunter gibt es auch eine Kooperation mit ausländischen Universitäten, die einen Ph.D. verleihen. Dieser kann, wenn die Voraussetzungen des Bolognaprotokolls erfüllt sind, in Deutschland als Doktorgrad anerkannt werden (siehe auch Führung des Grades Ph.D.). Einigen Promotionsordnungen zufolge kann ein Promotionsverfahren nur eröffnet werden, wenn der Doktorand ein polizeiliches Führungszeugnis vorlegt oder Angestellter der Universität ist.

#### Doktorgrad
Der Doktorgrad darf in Deutschland nur von Berechtigten geführt werden.
Das Strafgesetzbuch regelt in § 132a Missbrauch von Titeln, Berufsbezeichnungen und Abzeichen folgendes:
1. Wer unbefugt inländische oder ausländische Amts- oder Dienstbezeichnungen, akademische Grade, Titel oder öffentliche Würden führt, […] wird mit Freiheitsstrafe bis zu einem Jahr oder mit Geldstrafe bestraft.
2. Den in Absatz 1 genannten Bezeichnungen, akademischen Graden, Ehrentiteln, Würden, Uniformen, Amtskleidungen oder Amtsabzeichen stehen solche gleich, die ihnen zum Verwechseln ähnlich sind.

Nach der Rechtsprechung des Bundesgerichtshofs und des Bundesverwaltungsgerichtes ist der Doktorgrad kein Bestandteil des bürgerlich-rechtlichen Namens wie etwa ehemalige Adelstitel oder Adelsbezeichnungen, sondern nur ein Namenszusatz (der „Doktor“ ist ein akademischer Grad, kein „Titel“). Dies wird auch vom verwaltungsrechtlichen Schrifttum so gesehen. So kann auch aus § 12 BGB (Namensrecht) nicht abgeleitet werden, dass die Nennung des „vollen Namens“ auch die Nennung des „Doktors“ umfassen müsse. Die Rechtsprechung hat jedoch verdeutlicht, dass der Arbeitgeber den akademischen Grad des Arbeitnehmers grundsätzlich so zu respektieren hat, wie er sich aus der Promotionsurkunde ergibt. Fragen der Höflichkeit sind von all dem nicht berührt.
Der Doktorgrad kann als einziger akademischer Grad in den Pass und Personalausweis eingetragen werden, wenn der Eintrag beantragt wird. § 5 des Personalausweisgesetzes und § 4 des Passgesetzes behandeln den Doktorgrad nicht als Namensbestandteil, da hierfür eine spezifische Regelung notwendig wäre. Zu beachten ist, dass der Doktorgrad nach Vorlage der Promotionsurkunde nur in der fachunbezogenen Bezeichnung Dr. (gemäß Passverwaltungsvorschrift von 2009 nur noch mit Punkt), Dr. h. c. bzw. Dr. E. h. eingetragen wird. Auf Antrag hin hat die Eintragung zu erfolgen (§ 9 Abs. 3 des Personalausweisgesetzes).
Gemäß einer im Oktober 2013 veröffentlichten Entscheidung des Bundesgerichtshofs ist der Doktorgrad nicht mehr im Personenstandsverzeichnis einzutragen.

#### Entzug des Doktorgrades
War die Verleihung des Doktorgrades rechtswidrig, weil die Voraussetzungen nicht vorgelegen haben (bei der Doktorarbeit Täuschung über die Eigenständigkeit der erbrachten wissenschaftlichen Leistung durch Fälschung, Plagiat, Bestechung des Doktorvaters etc.), erfolgt die Aberkennung nach normalen verwaltungsrechtlichen Grundsätzen durch Rücknahme der Verleihung. Dabei kommt es nicht darauf an, ob dem Träger für die eingereichte Dissertation ohne die beanstandeten Stellen der Doktorgrad noch verliehen worden wäre. Für die Täuschung genügt der bedingte Vorsatz.
Unter wesentlich engeren Voraussetzungen kann aber auch der rechtmäßig verliehene Doktorgrad gemäß den Promotionsordnungen vieler Fakultäten entzogen werden, wenn der Träger des Grades schwer straffällig geworden ist (dies wird aber höchst selten umgesetzt) oder sich aus sonstigen Gründen im Nachhinein als der Führung des Doktorgrades „unwürdig“ erwiesen hat. Im Regelfall ist ein qualifizierter Mehrheitsbeschluss des zuständigen Promotionsausschusses erforderlich. Normalerweise geschieht dies nur bei eklatantem „wissenschaftlichen Fehlverhalten“. So entzog die Universität Konstanz im Jahr 2004 dem Physiker Jan Hendrik Schön den Doktorgrad wegen gefälschter Forschungsergebnisse, die er nach der Promotion veröffentlicht hat. Hierin wurde die Universität am 14. September 2011 nach langem Rechtsstreit vom Verwaltungsgerichtshof Baden-Württemberg bestätigt. Denkbar ist aber auch eine Aberkennung wegen Missbrauchs z. B. durch Veröffentlichungen zum „Auschwitzmythos“ unter Nennung des Doktorgrades, da dadurch ein nachdrücklicher Wissenschaftsanspruch geltend gemacht wird.

#### Sonstiges
Das Schleswig-Holsteinische Oberlandesgericht urteilte 2011 (Az. 6 U 6/10), der Beklagte dürfe im geschäftlichen Verkehr zu Wettbewerbszwecken neben seiner Berufsbezeichnung „Steuerberater“ nicht den slowakischen Grad „dr filozofie“ in der abgekürzten Form „Dr.“ ohne fachlichen Zusatz führen, anders als in den Bundesländern Bayern und Berlin. Geklagt hatte die örtliche Steuerberaterkammer.

### Österreich
Der Doktor ist auch in Österreich kein Namensbestandteil, sondern ein akademischer Grad, wie zum Beispiel der Magister. Er muss weder privat noch im Schriftverkehr mit Behörden geführt werden. Der Grad wird aber auf Wunsch in amtlichen Dokumenten (wie zum Beispiel Personalausweisen oder Pässen) eingetragen, sofern er an einer anerkannten Universität in der EU, dem EWR, der Schweiz oder dem Vatikan erworben wurde.
In Österreich wird heute der Doktorgrad nach Absolvierung eines auf einem Diplom- oder Magisterstudium aufbauenden Doktoratsstudium vergeben. Je nach Fakultät bzw. Universität wird abhängig vom Diplomstudium ein Doktor der Theologie (Dr. theol.), Doktor der Rechtswissenschaften (Dr. iur.), Doktor der Philosophie (Dr. phil.), Doktor der Naturwissenschaften (Dr. rer.nat.), Doktor der Wirtschaftswissenschaften (Dr. rer.soc.oec.) oder Doktor der technischen Wissenschaften (Dr. techn.) vergeben. Vor dem Universitätsorganisationsgesetz aus dem Jahr 1975 (UOG 1975) bestand eine viergliedrige Struktur nach den vier klassischen Fakultäten: es gab neben dem Doktor der Theologie, dem Doktor der Rechtswissenschaften, dem Doktor der gesamten Heilkunde (Dr. med.) nur den Doktor der Philosophie für alle empirischen Wissenschaften. Der Doktor der Philosophie wurde nach der sogenannten Philosophischen Rigorosenordnung sowohl für geistes-, gesellschaftswissenschaftliche, als auch naturwissenschaftliche Studienrichtungen vergeben.
An den Medizinischen Universitäten wird in der Studienrichtung Medizin der akademische Grad Dr. med. univ. vergeben, in der Zahnmedizin das Berufsdoktorat Dr. med. dent. Diese Grade werden durch Abschluss von Diplomstudien erworben (§ 54 Abs. 2 Universitätsgesetz 2002) und sind daher trotz der Bezeichnung seit 2002 Diplomgrade. Die bis 2002 nach AHStG erworbenen humanmedizinischen Abschlüsse gelten als vollwertiger Doktorgrad. Man erwartete kein Verfassen einer wissenschaftlichen Arbeit. Der Student konnte zwischen dem Schreiben einer Dissertation oder einer vertieften Ausbildung wählen. Allerdings bestanden nach 2002 Übergangsregelungen, sodass Studenten den vollwertigen akademischen Grad noch später erlangen konnten, wenn sie sich noch nach der Studienordnung BGBl. Nr. 473/1978 immatrikuliert hatten. Es wird im Bescheid schriftlich erwähnt, nach welcher geltenden Fassung das Medizinstudium absolviert wurde. Dies bedeutet allerdings nicht, dass ein österreichischer Medizinabsolvent, welcher nach österreichischer Gesetzgebung noch offiziell promoviert wurde, sich im Rest der EU Doktor nennen darf. Die Richtlinie 2006/35/EG besagt in Artikel 54: „Der Aufnahmemitgliedstaat kann vorschreiben, dass neben dieser Bezeichnung Name und Ort der Lehranstalt oder des Prüfungsausschusses aufgeführt werden, die bzw. der diesen akademischen Titel verliehen hat.“ In Deutschland, Österreich und der Schweiz ist das Führen solcher Berufsdoktorate ausschließlich in der verliehenen Originalform gestattet.
In Österreich wird bei mehreren in verwandten Fächern erworbenen Doktorgraden DDr. (2), DDDr. (3), DDDDr. (4) etc. anstelle des in Deutschland üblichen Dr. mult. verwendet. Die Zahl der Buchstaben D entspricht hierbei der Zahl der erworbenen Doktorgrade. Werden Doktorgrade in unterschiedlichen Fächern erworben, so wird auch hier üblicherweise Dr. Dr. geschrieben.

### Schweiz
In der Schweiz ist der Schutz akademischer Grade auf Bundesebene lediglich im Bundesgesetz gegen den unlauteren Wettbewerb (UWG) geregelt. Dieses verbietet das Führen eines falschen Titels im Anwendungsbereich des UWG.
Das Führen eines falschen Doktorgrades für sich alleine ist nur in einigen Kantonen verboten. Es handelt sich dabei um noch verbliebene Reste des kantonalen Strafrechtes.

## Entsprechungen in anderen Ländern

### Australien
Ähnlich wie in den USA und Kanada unterscheidet man zwei Arten von Doktorgraden,
- Berufsdoktorate (professional degrees), die in manchen Studiengängen nach Abschluss ohne zusätzliche Promotionsleistung vergeben werden, zum Beispiel Bachelor of Medicine, Bachelor of Surgery (Abk.: MB BS), der dem Staatsexamen in Medizin entspricht,
- Forschungsdoktorgrade, die aufgrund eines Promotionsverfahrens vergeben werden, wie Ph.D., wobei das Promotionsfach angegeben wird, zum Beispiel Doctor of Philosophy in Computer Science (Abk.: Ph.D. in Computer Science).

Im australischen universitären Bildungssystem ist das Ziel der Dissertation, „einen signifikanten und einzigartigen Beitrag zur aktuellen Forschung zu leisten“. Dieser Beitrag wird in Form einer Dissertationsschrift demonstriert. Der Doktorand ist unabhängig von Betreuern, kann aber wählen, wie häufig er sie frequentiert.
Ein Doktorat in Australien ist eine rein wissenschaftliche Forschungsarbeit und dauert durchschnittlich drei bis acht Jahre. Sie gliedert sich in zwei Phasen, wobei die erste Phase die „Ausarbeitung“ eines Forschungsvorhabens ist und die zweite Phase die „Durchführung“ eines Programms, die als „Niederschrift“ dokumentiert wird. Die Niederschrift beinhaltet die Darlegung des wissenschaftlichen Problems, der Methodik und der wissenschaftlichen Erkenntnis. Die gesamte akademische Arbeit erfolgt sehr selbstständig durch den Promovierenden. Die Betreuer des Dissertationsvorhabens beschränken sich ausschließlich auf eine lenkende Funktion. Die Betreuer sind auch nicht, wie in Deutschland, gleichzeitig die Gutachter. Das heißt, der Doktorand beschließt eigenständig, wann er seine/ihre Dissertation für fertig erklärt und dann einreicht. Es werden dann Gutachter angesprochen, die von anderen Universitäten/Instituten sein müssen und in den meisten Fällen aus dem Ausland sind (häufig auch aus anglo-amerikanischen Ländern).
Der Fortgang der Arbeit und die qualitative wissenschaftliche Auseinandersetzung werden zielgerichtet geplant. Nach je einem Drittel der Zeit wird der Stand der Arbeit durch ein Komitee in Form der confirmation sowie des progress report geprüft. Die fertige Dissertationsschrift wird durch zwei bis drei anonyme Gutachter bewertet. Die positive Beurteilung bedeutet den erfolgreichen Abschluss der Arbeit.
Dissertationen werden hauptsächlich über Stipendien finanziert, die von der Universität, dem Staat oder durch Forschungseinrichtungen gestellt werden. Die Stipendien dürfen untereinander kombiniert werden und Aufstockungen durch Projektgelder sind möglich. Eine ausschließliche Finanzierung über Projektgelder ist jedoch nicht üblich, da die Unabhängigkeit und Selbstständigkeit der Studierenden bewahrt werden soll. Über die Stipendien hinaus steht allen Studierenden ein jährliches Budget zur Verfügung, das beispielsweise für den Besuch von nationalen Kongressen verwendet werden soll. Die Universitäten fördern zudem den Aufbau von Kontakten, eines wissenschaftlichen Netzwerks um Perspektiven für die Zukunft zu schaffen.

### Europa

#### Belgien
Im flämischen Teil Belgiens ist der Grad doctor, im wallonischen Teil Belgiens ist der Grad docteur.
- beim Arzt ein gesetzlicher Titel – die Ausbildung beträgt sieben Jahre und man erhält ihn nach der ärztlichen Prüfung;
- bei den Rechten, den Humanwissenschaften und der Philosophie ein gesetzlicher Titel, den man durch ein Doktorat mit einer Dissertation erlangt;
- in der Theologie und im Kirchenrecht sowie in anderen Wissenschaften (z. B. Politikwissenschaft, Pädagogik) ein wissenschaftlicher Titel, ebenfalls mit Dissertation.[45]

Situation nach dem Bologna-Prozess (ab dem akademischen Jahr 2005-2006):
Ein Doktorat (doctorat) bezeichnet im französischsprachigen Belgien (Wallonische Region) einen Abschluss des dritten universitären Studienzyklus und bescheinigt eigenständige, fortgeschrittene Forschungserfahrung. Für den Zugang zu einem Doktorat ist ein (Forschungs-)Master (master recherche) mit einer Mindestausbildung von 300 Credit Points (European Credit Transfer System) erforderlich. Dies entspricht einem Minimum von fünf Studienjahren.
Das Doktorat dauert im Falle eines Stipendiums vier Jahre oder sechs Jahre, wenn der Studierende eine Assistentenfunktion an der Universität innehat. Im Falle rechtfertigender Umstände ist eine Verlängerung um ein bis maximal zwei Jahre möglich. In der Regel beträgt die Dauer zwischen vier und sieben Jahren. Die absolute Mindestdauer zur Anfertigung der Dissertation (thèse de doctorat) beträgt drei Jahre.
Wenn bis zum Master nur 240 Credit Points erworben wurden, ist vor dem Beginn eines Doktorats eine Doktoratsausbildung von 60 Creditpoints in vertiefenden Kursen mit Bezug zum Forschungsthema erforderlich (Mindestdauer: ein Jahr, welches nicht auf die Dauer des Doktorats angerechnet wird, da das Doktorat selbst erst nach dem erfolgreichen Abschluss der Doktoratsausbildung begonnen wird und die Forschungsarbeit der Doktoratsausbildung fortsetzt). Die Doktoratsausbildung, die dem dritten Zyklus angehört, endet mit einem Zertifikat über die Forschungsausbildung (certificat de formation à la recherche).
Doktorgrade werden ausschließlich von Universitäten verliehen. Manche Kunsthochschulen sind im Rahmen eines Kooperationsvertrags mit einer die Doktorwürde verleihenden Universität zur Forschung befugt.
Die Doktoranden müssen ihre Dissertation in einer oder zwei Etappen verteidigen (défense). Entweder es handelt sich um eine einzige öffentliche Verteidigung bzw. Disputation vor einer Jury von fünf Professoren und einem Publikum oder es handelt sich um eine nicht-öffentliche Verteidigung vor einer Jury von mindestens fünf Professoren und einer anschließenden öffentlichen Verteidigung, an der ein anderes Publikum als die Jury teilnehmen kann.
Situation bis zum Bologna-Prozess:
Das Diplôme d’études approfondies (DEA), ein Abschluss des dritten Studienzyklus, war der universitäre spezialisierende Forschungsabschluss, der zur unmittelbaren Aufnahme der Doktoratsstudien qualifizierte. Dieser Abschluss wurde mit dem Bologna-Prozess abgeschafft. Statt des DEA wurden spezialisierende Masterstudien (master à finalité approfondie/master recherche bzw. master à finalité spécialisée) eingeführt, die jedoch dem zweiten Studienzyklus und somit nur noch der Masterebene, nicht jedoch der Doktoratsebene (dritter Zyklus) angehören.
Gesamtdauer:
Insgesamt ist nach dem Bologna-Prozess eine reguläre Mindeststudiendauer von neun Jahren bis maximal zwölf Jahren (drei Jahre bis zum Bachelor, zwei Jahre bis zum Master und sodann vier bis sechs/sieben Jahre bis zur Erlangung des Doktorgrads) anzusetzen, um in Belgien eine Position als eigenständiger Forscher an einer Universität bekleiden zu können.
In Belgien wurde die Dauer einer Doktorarbeit nach Bologna auf mindestens drei Jahre festgelegt (im Falle eines Stipendiums). Die vom Nationalen Fonds für wissenschaftliche Forschung (F.N.R.S.) gewährten Stipendien für das Doktorat erstrecken sich über einen Zeitraum von vier Jahren. Im zweiten Fall können Doktoranden von der Universität als Assistenten eingestellt werden. In diesem Fall sind sie zusätzlich zu ihrem Forschungsprojekt für die Überwachung der Praktika von Studenten oder Doktoranden verantwortlich. Die Vertragsdauer beträgt in der Regel sechs Jahre.
Bis zum Bologna-Prozess war eine Gesamtausbildungsdauer von mindestens zehn Jahren bis höchstens 14 Jahren (fünf Jahre bis zur Licence, ein bis zwei Jahre bis zum DEA und vier bis sechs/sieben Jahre bis zum Abschluss des Doktorats) erforderlich, um eigenständige universitäre Forschung betreiben zu können.
Doktorgrade der Mediziner:
Die Doktorgrade der Humanmediziner, Zahnmediziner und Veterinäre nach dem berufsqualifizierenden akademischen Abschluss in Medizin, Zahnmedizin bzw. Veterinärmedizin sind dem Doktor auf der Ebene des zweiten Studienzyklus zuzuordnen und nicht mit den Forschungsdoktoraten des dritten Zyklus zu verwechseln.

#### Griechenland
In Griechenland wird die Doktorarbeit als Διδακτορικό δίπλωμα, Δ.Δ. Didaktoriko diploma bezeichnet, der dem lateinischen entlehnte Begriff δόκτωρ, Δρ. Doktōr wird nur für den normalen Doktor verwendet, nicht jedoch für Mediziner. Auch promovierte Mediziner werden stets als γιατρός Giatros [jaˈtrɔs], deutsch ‚Arzt‘ bezeichnet, vereinzelt auch Naturwissenschaftler.

#### Italien
Die Führung der akademischen Grade in Italien ist in einem Dekret des Ministers für Unterricht, Universitäten und Forschung aus dem Jahr 2004 geregelt. Demnach steht Absolventen eines Bachelorstudiengangs (laurea, Stufe 6 des Europäischen Qualifikationsrahmens (EQR) bzw. Level 6 des ISCED) der Grad eines dottore, Absolventen eines Masterstudiengangs (laurea magistrale o specialistica, Stufe 7 des Europäischen Qualifikationsrahmens (EQR) bzw. Level 7 des ISCED) der Grad eines dottore magistrale und Absolventen eines Doktoratsstudiums (dottorato di ricerca, Stufe 8 des Europäischen Qualifikationsrahmens (EQR) bzw. Level 8 des ISCED) der Grad eines dottore di ricerca zu. Damit wurde der Umstellung der Hochschulstudien im Rahmen des Bologna-Prozesses Rechnung getragen. Absolventen der zumeist vier- bis fünfjährigen universitären Studiengänge vor der Umstellung (laurea) dürfen den Titel eines dottore magistrale führen.
Nur der Grad eines dottore di ricerca („Doktor der Forschung“) entspricht dabei einem Doktor-Abschluss nach dem Verständnis im deutschsprachigen und angelsächsischen Raum entsprechend der Stufe 8 des Europäischen Qualifikationsrahmens (EQR) bzw. „Level 8“ des ISCED.
Die Abkürzungen der beiden niedrigeren akademischen Grade werden im Ministerialdekret nicht geregelt. Der akademische Grad dottore und seine weibliche Form dottoressa werden üblicherweise mit dott./dott.ssa oder dr./dr.ssa abgekürzt, wobei beide Abkürzungen gleichwertig zu verwenden sind., Aufgrund der fehlenden Regelung steht es Akademikern rein rechtlich frei, dottore/dottoressa auch mit Großbuchstaben abzukürzen (Dott./Dott.ssa bzw. Dr./Dr.ssa) allerdings sprechen sich italienische Universitäten und das Ministerium für Unterricht, Universitäten und Forschung aufgrund der Verwechslungsgefahr von dottore (ISCED-Level 6) bzw. dottore magistrale (ISCED-Level 7) mit Doktor (ISCED-Level 8) klar für die kleingeschriebene Abkürzung dott./dott.ssa aus. Für die Abkürzung des akademischen Grades eines dottore magistrale bzw. einer dottoressa magistrale wird der Zusatz mag. oder mag.le (für magistrale) beigefügt (im Ergebnis bspw. dott.mag.).
Für den 1980 eingeführten Titel dottore di ricerca sieht ein Gesetz hingegen ausdrücklich die großgeschriebene Abkürzung in den Formen Dott. Ric. oder nach der englischen Schreibweise Ph.D. vor.
Deutschsprachige Absolventen eines Bachelor- oder Masterstudiengangs aus Südtirol führen häufig deutsche Übersetzungen des italienischen dottore als Namenszusatz (zum Beispiel Dr., Dr.-Ing., Doktor), die somit nicht den gleichlautenden akademischen Graden im restlichen deutschen Sprachraum entsprechen und in dieser Form auch nicht von Hochschulen in Italien verliehen werden. Dottore-Grade können auch aus der Anerkennung der Gleichwertigkeit österreichischer Studienabschlüsse mit italienischen laurea-Abschlüssen hervorgehen. Diese Anerkennungsverfahren werden zumeist von der Freien Universität Bozen durchgeführt, die ausdrücklich empfiehlt, auch nach erfolgter Studientitelanerkennung den österreichischen Grad (und nur innerhalb Italiens alternativ den Titel dott.) zu führen, und klarstellt, dass Dr. den Absolventen von Promotionsverfahren vorbehalten ist. Trotzdem ist die Übersetzung von dottore in Doktor eine in Südtirol seit Jahrzehnten weit verbreitete und auch in behördlichen Texten anzutreffende Gewohnheit, die unter dem Begriff „Brennerdoktor“ bekannt ist.

#### Lettland
In Lettland verfügen sämtliche staatliche Universitäten über das Promotionsrecht. Es werden folgende Doktorgrade verliehen:
- Dr. sc. biol. (scientiae biologiae): Doktor der Biologie[55]
- Dr. sc. chem. (scientiae chemiae): Doktor der Chemie
- Dr. geogr. (geographiae): Doktor der Geographie
- Dr. geol. (geologiae): Doktor der Geologie
- Dr. sc. phys. (scientiae physicae): Doktor der Physik
- Dr. oec. (Oeconomiae): Doktor der Wirtschaftswissenschaft
- Dr. sc. admin. (scientiae administrationis): Doktor der Verwaltungs- und Betriebswissenschaft
- Dr. paed. (paedagogiae): Doktor der Pädagogik
- Dr. iur. (iuris): Doktor der Rechtswissenschaften
- Dr. phil. (philosophiae): Doktor der Philosophie
- Dr. mat. (mathematicae): Doktor der Mathematik
- Dr. sc. pol. (scientiae politicarum): Doktor der Politikwissenschaft
- Dr. theol. (theologiae): Doktor der Theologie

#### Liechtenstein
In Liechtenstein verfügen ausschließlich die Universität Liechtenstein sowie die Private Universität im Fürstentum Liechtenstein über das Promotionsrecht. Die Promotionsgrade werden in deutschsprachiger Tradition latinisiert verliehen. Ausnahmen hierzu stellen die in jüngerer Zeit entstandenen PhD-Programme dar. Auch die 1986 gegründete universitäre Internationale Akademie für Philosophie, welche sich seit 2020 in der Abwicklung befindet, verfügt über ein Promotionsrecht, welches noch bis 31. Dezember 2022 Gültigkeit besaß.
Die Universität Liechtenstein verleiht folgenden Doktorgrad:
- PhD (Philosophiae Doctor/Doctor of Philosophy): In sämtlichen Fachbereichen (Business Economics, Architecture and Planning) verliehener Doktorgrad auf Basis einer englischsprachigen Dissertation.[56]

Die Private Universität im Fürstentum Liechtenstein verleiht folgende Doktorgrade:
- Dr. sc. med. (scientiae medicae): Doktor der Medizinischen Wissenschaften[57]
- Dr. iur. (iuris): Doktor der Rechtswissenschaften[58]
- MD-PhD (Medicinae Doctor-Philosophiae Doctor/Medical Doctor of Philosophy): Englischsprachiges Doktoratsprogramm der Medizinischen Wissenschaften

Die Internationale Akademie für Philosophie in Liechtenstein verlieh (bis 31. Dezember 2022) folgenden Doktorgrad:
- Dr. phil. (Doctor philosophiae): Doktor der Philosophie, umfasst die ganze Breite der alten Philosophischen Fakultäten, insbesondere alle Philologien, aber auch Geschichtswissenschaft, Kulturwissenschaften, Pädagogik, Politikwissenschaft, Psychologie, Soziologie, zuweilen auch noch Mathematik, Naturwissenschaften, Theologie und Wirtschaftswissenschaften[59]

#### Luxemburg
In Luxemburg wird in der Regel ein drei- bis vierjähriges Doktoratsstudium absolviert, welches vom „Dissertation Supervisory Committee“ (CET) begleitet und regelmäßig evaluiert wird. Bei erfolgreichem Abschluss führt das Studium zum „Docteur en [Fachbezeichnung auf Französisch]“. Die Benotung findet auf einer fünfstufigen Skala statt (ausreichend – befriedigend – gut – sehr gut – ausgezeichnet). Die Promotionsurkunde ist dreisprachig: Französisch, Deutsch und Englisch.

#### Niederlande
Im Niederländischen gibt es den Titel doctorandus (Drs.), der irreführen kann: Es handelt sich um den gängigen Studienabschluss in den Geisteswissenschaften oder Naturwissenschaften, der einst so genannt wurde, da man eine anschließende Promotion zum Doktor erwartete (vgl. deutsch: Doktorand). Im Englischen wird er mit Master of Arts bzw. Master of Science wiedergegeben. Inzwischen aber haben die Niederlande sich komplett auf das Bachelor/Master-System umgestellt. Das doctoraal examen ist auch der Studienabschluss für die Juristen (meester in de rechten, mr.) und die universitär ausgebildeten Ingenieure (ingenieur, ir.).
Bei einer Promotion verleiht die jeweilige Fakultät den Grad doctor (Dr.), der vor dem Namen geführt wird. Eine Bezeichnung des Studienfachs (etwa phil. oder rer. nat.) gibt es nicht. Besonders gute Dissertationen können mit einer Promotion cum laude belohnt werden.
Im Niederländischen ist die Assoziation von doctor mit einem Arzt besonders stark, wobei es irrelevant ist, ob der betreffende Arzt promoviert wurde. Allerdings wird die Anrede in diesem Fall dokter geschrieben.

#### Nordeuropa (Dänemark, Finnland, Norwegen, Schweden)
In Nordeuropa ist der Doktorgrad der höchste akademische Grad. Die unter anderem in Deutschland, Österreich und der Schweiz übliche Habilitation existiert nicht in Dänemark. Während in Deutschland der Doktorgrad eine Voraussetzung für die Erlangung der Habilitation darstellt, die in ihrer einheitlichen Form erst seit 1934 in Deutschland existiert (Runderlass vom 13. Dezember 1934), gibt es die Möglichkeit einer zweiten wissenschaftlichen Arbeit (Habilitation, opus magnum) in Dänemark nicht. Der dänische Doktorgrad entspricht daher dem deutschen Doktorgrad – nicht wie oft irrtümlicherweise angenommen, der deutschen Habilitation – wobei die einzelnen Voraussetzungen in Dänemark, wie auch in den einzelnen deutschen Bundesländern, divergieren. Der dänische ph.d. ist dagegen ein „kleiner Doktorgrad“, der nach 1988 den dänischen Titel des Licentiat erstattete. Der dänische doktorgrad ist nicht notwendig für die Berufung zum Professor, hierfür reicht ein dänischer ph.d. aus.
Zwischen der Dauer und Qualität der Doktorarbeiten in Norwegen, Schweden, Dänemark und Finnland bestehen einige Unterschiede. In Schweden sowie in Norwegen muss ein Doktorand in einem Zeitraum von drei bis fünf Jahren neben der Belegung von Pflichtkursen ein wissenschaftliches Problem bearbeiten. Der Erwerb des dänischen ph.d. dauert in der Regel drei Jahre. Während der drei Jahre müssen 30 ECTS-Credits erworben werden. In Schweden ist Doktor der höchste akademische Grad. Dort ist für die Erlangung des Doktorgrades ein Promotionsstudium entsprechend vier Jahren Vollzeitstudien vorgeschrieben, das mit der öffentlichen Verteidigung der Dissertationsschrift abgeschlossen wird. Weniger üblich ist das Licentiatsexamen, das mit zwei Jahren wissenschaftlichen Studiums erworben werden kann.
Ein Doktorabschluss in Finnland ist auf vier Jahre ausgelegt und wird meist in vier bis sechs Jahren abgeschlossen. Zur Erlangung des Grades muss eine Dissertation, entweder als Monographie oder basierend auf 3 oder mehr Publikationen, eingereicht, sowie je nach Studienzweig 20–40 ECTS-Credits nachgewiesen werden.

#### Polen
In Polen ist ein drei- bis fünfjähriges Doktoratsstudium üblich, aber nicht zwingend. Rigorosum und öffentliche Verteidigung sind Pflicht. Den Promovierten wird der Doktorgrad doktor, abgekürzt: dr (vor dem Namen zu führen), zuerkannt. Der Doktorgrad enthält eine Angabe des absolvierten Fachgebietes, beispielsweise doktor nauk ekonomicznych (dt.: Doktor der Wirtschaftswissenschaften).

#### Tschechien und Slowakei
Die Doktorgrade sind in beiden Ländern aufgrund des bis Ende 1992 gemeinsamen Staates weitgehend identisch. Man kann die tschechischen und slowakischen Doktorgrade im Grunde in folgende Gruppen aufteilen:
- Doktorgrade medizinischer Studienrichtungen, sog. Berufsdoktorate (ähnlich wie z. B. in den USA), die mit dem Abschluss des Studiums ohne zusätzliche Promotionsleistung vergeben werden. Dazu zählen die Grade: MUDr. – Doktor der Medizin, MDDr. – Doktor der Zahnmedizin und MVDr. – Doktor der Veterinärmedizin.
- Sogenannte kleine Doktorgrade (JUDr., PhDr., RNDr. u. a.), die nach einem mindestens ein- bis zweisemestrigen rigorosen Verfahren verliehen werden. Dieses Rigorosum besteht z. Z. aus einer mündlichen Prüfung in einem oder zwei Fächern und der Verteidigung einer rigorosen Arbeit.
- Wissenschaftliche Forschungsdoktorgrade, die nach einem mindestens dreijährigen Promotionsstudium, auch Doktorandenstudium genannt, erlangt werden. Dieses Studium umfasst u. a. regelmäßige Lehrveranstaltungen und Examina und wird mit dem Ablegen eines staatlichen Doktorexamens und der Verteidigung einer Dissertation in Form einer Disputation abgeschlossen. Nach dem Promotionsstudium erlangt man den tschechischen Ph.D. bzw. den slowakischen PhD., in Theologie den Th.D. (nur in Tschechien) und im Bereich der Künste den ArtD. (nur in der Slowakei). Früher wurden diese Doktorgrade auch in den Abkürzungen Dr. bzw. CSc. (tschechisch: kandidát věd, lateinisch: candidatus scientiarum, dt.: Kandidat der Wissenschaften) vergeben. Mit dem Abschluss wird zusätzlich die Lehrbefähigung erlangt.
- Außerdem wird noch relativ selten der Grad des Doktors der Wissenschaften, abgekürzt als DrSc. bzw. DSc., verliehen.

Die aktuellen Hochschulgesetze beider Länder stufen die medizinischen Berufsdoktorgrade und die kleinen Doktorgrade in die 2. Bologna-Stufe (Master-Ebene) ein; erst die wissenschaftlichen Forschungsdoktorgrade bzw. der Doktor der Wissenschaften werden in die 3. Bologna-Stufe (Doktor-Ebene) eingestuft.

#### Türkei
Nach dem sechsjährigen Studium der Medizin an einer Medizinischen Fakultät, dessen 6. Studienjahr in der Regel dem Praktischen Jahr entspricht und dessen Studienabschluss dem türkischen Mastergrad gleichgestellt ist, wird der Titel „Tıp Doktoru“ („Doktor der Medizin“) verliehen, der ein Berufsdoktorat ohne Promotionsleistung darstellt. Die Absolventen werden daraufhin im gesamten türkischen Schriftverkehr mit „Dr. Vor- u. Nachname“ angesprochen. Auch eine anschließende Facharztausbildung (uzmanlık) kann unabhängig von einer Promotion absolviert werden. Diese Rahmenbedingungen haben dazu geführt, dass die Promotion zum Zwecke der Ausübung des Arztberufes in der Türkei unüblich ist, solange weder eine akademische Laufbahn in Form einer universitären Lehrtätigkeit noch eine leitende Klinikposition oder Forschungstätigkeit angestrebt wird.
Die Doktoratsstudiengänge werden von wissenschaftlichen Instituten angeboten, die an die Universitäten angeschlossen und auch für Masterstudiengänge zuständig sind. Zulassungsvoraussetzungen für ein Doktoratsstudium sind der Mastergrad (Yüksek Lisans) mit einem Notendurchschnitt von mindestens 3,00 von 4,00 sowie die mit bestimmter Mindestpunktzahl zu bestehende „Aufnahmeprüfung für das Postgraduiertenstudium“ (ALES) und im Rahmen eines Studiums erworbene Englischkenntnisse. Eine weitere Möglichkeit für die Zulassung zum Doktoratsstudium stellte bis 2021 das sogenannte „Bütünleşik Doktora“ dar; hierbei handelte es sich um ein auf dem Bachelorabschluss aufbauendes integriertes Doktoratsstudium ohne die Notwendigkeit eines Masterabschlusses, jedoch mit nahezu denselben Anforderungen bezüglich Notendurchschnitt, Aufnahmeprüfung und Englischkenntnissen.
Das Doktoratsstudium (Doktora Eğitimi/Doktora Programı) dauert einschließlich der Doktorarbeit und der abschließenden Disputation mindestens 4 Jahre, wobei die tatsächliche Dauer von verschiedenen Faktoren wie dem Fachgebiet, dem zuvor erworbenen akademischen Grad sowie der Studienart (Voll- oder Teilzeit) abhängig ist und insbesondere ein in Teilzeit absolviertes Doktoratsstudium zu einer erheblichen Verlängerung der Studiendauer führt. Der Weg der Promotion wird in der Türkei fast ausschließlich von Personen beschritten, die sich für eine akademische Karriere wie z. B. Lehrtätigkeit oder eine Forschungslaufbahn entschieden haben. Der Doktorgrad (Doktora Derecesi) wird mit dem angloamerikanischen PhD gleichgesetzt und ist international als solcher anerkannt; der verliehene Titel ist auch unter dem Oberbegriff „Bilim Doktoru“ (wörtlich: Doktor der Wissenschaft) bekannt.
Die Verwendung zusätzlicher Kürzel wie z. B. in „Dr. med.“, „Dr. rer. nat.“ oder „Dr.-Ing.“, mit deren Hilfe das jeweilige Fachgebiet erkennbar wäre oder die Inhaber eines nichtmedizinischen Doktorgrades etwa von den Absolventen des Medizinstudiums (die auf Grundlage ihres Berufsdoktorats den inoffiziellen Namenspräfix „Dr.“ verwenden) unterschieden werden könnten, hat sich in der Türkei nie durchgesetzt, so dass der Doktortitel grundsätzlich in der Form „Dr. Vor- und Nachname“ in Erscheinung tritt.

#### Ukraine und Russland
In der Ukraine und Russland ist ein drei- bis sechsjähriges Doktoratsstudium üblich, oft als postgraduales Studium (Aspirantur). Prüfungen sowie das Erstellen einer Doktorarbeit, die öffentlich verteidigt werden muss, sind die Inhalte dieser Studiengänge. Bei erfolgreichem Abschluss wird der akademische Grad Kandidat nauk (Kandidat der Wissenschaften) vergeben. Er ist vergleichbar mit dem Abschluss Ph.D. in englischsprachigen Ländern. Aufbauend darauf besteht die Möglichkeit, den höchsten in der Ukraine und Russland zu vergebenden Grad Doktor nauk (Doktor der Wissenschaften, russ. доктор наук) zu erwerben. Dieser Grad ist mit einer Habilitation vergleichbar. Die Habilitationsarbeit sollte einen Beitrag zur Weiterentwicklung innerhalb eines bestimmten Forschungsgebietes leisten und vollständig bzw. in wichtigen Teilen veröffentlicht werden.

#### Ungarn
In Ungarn ist seit 1994 ein drei- bis fünfjähriges Doktoratsstudium üblich, was zum einheitlichen Doktorgrad doktor, entweder abgekürzt als Ph.D. oder, in künstlerischen Studiengängen, abgekürzt als DLA (Doctor of Liberal Arts), führt und einerseits das Universitätsdoktorat doctor universitatis, andererseits den von der Ungarischen Akademie der Wissenschaften verliehenen sogenannten CSc-Grad abgelöst hat. In Ungarn kann der Doktorgrad – entgegen anderslautenden Gerüchten muss aber nicht – als Bestandteil des Familiennamens geführt werden. Außerdem bestehen medizinische und juristische Berufsdoktorate, die nicht als akademische Grade, lediglich als Titel gelten.
Bis Ende der 1990er Jahre war an einigen Universitäten auch noch der im Ostblock übliche Weg über eine Dissertation zum Kandidaten der Wissenschaften bekannt. Nach einer mehrjährigen Aspirantur wurde der Kandidat in Ungarn als Candidatus scientiarum (C.Sc.) promoviert. Oftmals wird heute von ungarischen Wissenschaftlern, die diesen Ausbildungsweg absolviert haben, ebenfalls die Abkürzung Ph.D. gewählt, weil dieser akademische Grad laut Hochschulgesetz dem PhD entspricht.
In Deutschland kann der ungarische Ph.D. und DLA auch als Dr. ohne Namenszusatz geführt werden, die Berufsdoktorate und der das frühere Universitätsdoktorat ausschließlich in der verliehenen Form mit zusätzlicher Angabe der verleihenden Institution.

#### Vereinigtes Königreich und Irland
Für das Vereinigte Königreich und Irland gelten die nordamerikanischen Entsprechungen (siehe unten). Allerdings ist der M.D. (Medicinae Doctor) kein professioneller, sondern ein Forschungs-Doktorgrad, ähnlich wie in Deutschland.

### USA und Kanada
Abweichend vom Bologna-System sind in den Vereinigten Staaten und Kanada Gradbezeichnungen und die Wertigkeit von akademischen Graden, damit auch der Ph.D./Doktor-Abschlüsse, nicht einheitlich geregelt.
In den USA und Kanada unterscheidet man zwei Arten von Doktorgraden,
- Berufsdoktorate (professional degrees), die in manchen Studiengängen nach Abschluss ohne zusätzliche Promotionsleistung vergeben werden, zum Beispiel Medical Doctor (Abk.: M.D.) oder Juris Doctor (Abk.: J.D.), die dem Staatsexamen entsprechen,
- Forschungsdoktorgrade, die aufgrund eines Promotionsverfahrens vergeben werden, wie
  - Ph.D. (Doctor of Philosophy); einige Universitäten vergeben diesen Grad auch in der Schreibweise DPhil.
  - Doktorgrade für bestimmte Studiengänge, die nicht zum Ph.D. führen, zum Beispiel Doctor of Business Administration (Abk.: D.B.A.).
  - In Theologie als gehobener, meist nur ehrenhalber auf Grund besonderer Leistungen verliehener Doctor of Divinity (D.D.), Doctor of Religious Science (Dr. sc. rel.), Doctor of Biblical Sciences (D.B.S.) und den Doctor of Metaphysics (Dr. mph.). Die, je nach Titel, entweder amerikanische Schreibweise nach dem Namen oder die latinisierte Form vor dem Namen ist historisch entstanden.[77][78][79]

Der angloamerikanische Doktorgrad wird hinter dem Namen getragen, etwa Jerry F. Fishwish, Ph.D. Wird der Träger des Doktorgrads erwähnt oder angesprochen, steht der Dr. (gesprochen: Doctor) vor dem Namen, anstelle des Zusatzes Ph.D. (Good morning, Dr. Fishwish oder Dr. Fishwish is an excellent researcher.).

#### Vergleich mit Europa
Die Bedeutung eines Ph.D.-Abschlusses und dessen Vergleichbarkeit mit europäischen Abschlüssen hängt unter anderem davon ab, an welcher Hochschule er erworben wurde. Es kam deshalb zwischen nordamerikanischen und europäischen Hochschulen immer wieder zu Problemen bei der Anrechnung und Anerkennung von Abschlüssen, insbesondere bei der Zulassung zu postgradualen Anschlussstudien.
Berufsdoktorate von professional schools, zum Beispiel in Recht (JD), Medizin (MD) und Theologie (DD), die unmittelbar im Anschluss an einen drei- oder vierjährigen Bachelor erreicht werden können, werden wiederum in Deutschland nicht als gleichwertig mit dem europäischen Doktor/Bologna-PhD anerkannt.

## Anerkennung von ausländischen Doktorgraden
Im Zusammenwirken des Hessischen Ministeriums für Wissenschaft und Kunst, der Zentralstelle für ausländisches Bildungswesen in Deutschland sowie dem Äquivalenzzentrum des österreichischen Bundesministeriums für Wissenschaft und Kultur und dem Äquivalenzzentrum des Wissenschaftsministeriums Luxemburgs ist die Datenbank Anabin entwickelt worden („Anerkennung und Bewertung ausländischer Bildungsnachweise“). In dieser Datenbank wird von der Zentralstelle für ausländisches Bildungswesen (ZAB) beim Sekretariat der Ständigen Konferenz der Kultusminister der Länder in der Bundesrepublik Deutschland (KMK) für eine Vielzahl ausländischer Staaten eine umfangreiche Dokumentation über ihr Bildungswesen, die verschiedenen Abschlüsse und die akademischen Grade sowie deren Wertigkeit aufgebaut.
Sie umfasst auch eine Informationssammlung von wichtigen Dokumenten über die korrekte Führung ausländischer Doktorgrade in Deutschland und entsprechende Beschlüsse der KMK; insbesondere die am 21. September 2001 von der Kultusministerkonferenz beschlossenen begünstigenden Regelungen gemäß Ziffer 4 der „Grundsätze für die Regelung der Führung ausländischer Hochschulgrade im Sinne einer gesetzlichen Allgemeingenehmigung durch einheitliche gesetzliche Bestimmungen“ vom 14. April 2000 sowie, darauf aufbauend, die begünstigenden Regelungen der KMK vom 15. Mai 2008 vereinfachen die Verwendung bestimmter ausländischer Doktorgrade in Deutschland.
Ausländische Hochschulgrade, die nicht in einem Land der Europäischen Union (EU) oder des Europäischen Wirtschaftsraumes (EWR) erworben wurden, dürfen gegebenenfalls nur unter Hinzufügung der verleihenden Institution geführt werden. Beispiel: Dr. (Univ. Ankara) Max Mustermann. Die Regelungen unterscheiden sich jedoch je nach Bundesland.

## Unrechtmäßige Führung
Der Doktorgrad bringt seinem Träger gesellschaftliches Ansehen und eventuell eine Einkommenssteigerung, abhängig von Beruf und Land. Daher besteht für manche Menschen die Versuchung, den Grad auch ohne die entsprechende Qualifikation sowie Investition von Zeit und Aufwand zu erlangen. Attraktiv ist vor allem der Grad ohne den Zusatz „h. c.“ und ohne die Auflage, ihn mit Herkunftsangabe führen zu müssen. Auf legalem Wege ist dies in Österreich bzw. Deutschland nicht ohne reguläre Promotion nebst Dissertation möglich.
Der Soziologe und Elitenforscher Michael Hartmann nannte das „Sozialprestige eines Doktortitels“ nach wie vor relativ hoch. Der Doktorgrad sei zwar nicht mehr unbedingt zwingend, um zu einer Elite zu gehören, doch er runde das „vermeintlich makellose Gesamtbild ab“ und helfe durchaus bei der persönlichen Karriere. Insbesondere „in Berufen, in denen man auch repräsentieren muss, bringt es durchaus etwas, sich promovieren zu lassen“. Debora Weber-Wulff forderte, den Doktorgrad nicht mehr im Personalausweis einzutragen, da er nur im wissenschaftlichen Zusammenhang von Bedeutung ist und im wirtschaftlichen oder privaten Umfeld keine Rolle spielen sollte.
Da in Deutschland kein Zentralverzeichnis von Promotionsarbeiten oder verliehenen Doktorgraden existiert, sondern die Fachbereiche der Universitäten individuell und nach eigenen Prüfungsordnungen Register führen, ist eine echte Überprüfung des Doktorgrades nur bedingt möglich. So steht insbesondere die Eintragung des Doktorgrades in den Personalausweis in der Kritik, da Sachbeamte in Meldeämtern nicht die Möglichkeiten haben, den akademischen Grad mit Datenbanken abzugleichen und daher nur anhand der Seriosität von Urkunden verfahren.

### Promotionsberatung
Es gibt sogenannte „Promotionsberater“, die dem Hilfesuchenden anbieten, Kontakte zu einem Professor zu knüpfen und die Promotion unterstützend zu begleiten. Da letztlich aber der Doktorand selbst sein Thema finden und bearbeiten muss, bleibt nur sehr wenig übrig, das legal von einer „Promotionsberatung“ übernommen werden könnte.
In einer legalen Grauzone bewegen sich Unternehmen, die Ehrendoktorwürden ausländischer Universitäten oder Institute vermitteln, die den Interessenten gegen eine „Spende“ verliehen werden. Dies ist zwar nicht zwingend illegal, allerdings dürfen diese Grade nicht in den Ausweis eingetragen und auch nicht ohne „h. c.“ und Herkunftsangabe geführt werden, wenn sie außerhalb der EU erworben wurden.
Eine eindeutig illegale „Promotionsberatung“ besteht beispielsweise darin, die Arbeit von einem Ghostwriter schreiben zu lassen und den Doktoranden in einem Schnellkurs für die mündliche Prüfung fit zu machen. Auch die Bestechung eines Professors kann unter diese Art der „Promotionsberatung“ fallen. Die Beteiligten machen sich hier strafbar.

### Titelhandel
Im Titelhandel hingegen werden von sogenannten „Titelmühlen“ falsche oder wertlose Doktorgrade verkauft. Dabei erhält der Kunde:
- Die Doktorurkunde einer ausländischen Einrichtung (Universität, Bildungsstätte, Kirche etc.), deren Grade im Land des Kunden nicht anerkannt werden.
- Die Doktorurkunde einer nicht existenten Scheinuniversität, die der Titelhändler sich in der Regel schlicht ausgedacht hat.
- Die gefälschte Doktorurkunde einer tatsächlich existierenden Universität mit Promotionsrecht.

Die beiden letzten Fälle bedeuten eine Urkundenfälschung. Dafür ist es nicht bedeutsam, ob die Urkunde eines existierenden Ausstellers gefälscht wurde, sondern, dass der Anschein erweckt wird, dass die Urkunde von einer entsprechenden Institution ausgestellt wurde.
Versucht der Kunde aufgrund einer so erlangten Urkunde, den Doktorgrad in den Personalausweis eintragen zu lassen, wird er meist scheitern, zumal ohnehin nur solche Grade eintragbar sind, die ohne jeden Zusatz geführt werden dürfen. Allerdings kann es vorkommen, dass der Beamte z. B. eine gefälschte Urkunde nicht ausreichend überprüft. Dann besteht jedoch dauerhaft die Gefahr der Entdeckung, und der Kunde kann vom Titelhändler erpresst werden, da er sich permanent des Missbrauchs von akademischen Graden schuldig macht. Sich mit einem falschen Doktorgrad für eine Stelle zu bewerben, ist darüber hinaus Betrug.

### Plagiate
Der Präsident des Deutschen Hochschulverbandes Bernhard Kempen warnte, dass neben dem Karrieredruck die technischen Möglichkeiten wie Internet und Suchmaschinen zu Plagiaten verleiten. Diese seien „beste Voraussetzungen, eine Arbeit per Copy und Paste zu erstellen“. Er geht davon aus, dass „die Zahl der Plagiate zunimmt.“ Minister und Staatspräsidenten traten in der Vergangenheit zurück, nachdem ihnen der Doktorgrad wegen Plagiatsvorwürfen im Kontext ihrer Dissertation aberkannt wurde. Bekannte Beispiele sind der deutsche Verteidigungsminister Karl-Theodor zu Guttenberg (2011), der ungarische Präsident Pál Schmitt (2012), die deutsche Bildungsministerin Annette Schavan (2013) und die deutsche Familienministerin Franziska Giffey (2021).

## Unterscheidung nach Fächern
In allen wissenschaftlichen Disziplinen kann ein Doktorgrad verliehen werden. Zusätze sind lateinisch (bzw. griechisch-lateinisch) oder (vor allem in Deutschland) auch deutsch, z. B. Doktoringenieur (Dr.-Ing.).
Der Doktorgrad wird in der Regel von einer Universitätsfakultät verliehen und trägt dann auch deren Titel. Bei manchen Fächern, wie beispielsweise der Physik, ist die Fakultätszuordnung in einzelnen Universitäten verschieden geregelt. Hier kann z. B. eine philosophische oder eine naturwissenschaftliche Fakultät den Grad verleihen; entsprechend variiert dann auch die Bezeichnung für ein und dasselbe Fach, je nach Universität.

### Deutschland
Ein Teil der unten aufgeführten Doktorgrade wird nicht mehr verliehen, manche wurden in der DDR verliehen. Die Vielfalt der unterschiedlichen Doktorgrade existiert nur in Deutschland bzw. im deutschsprachigen Raum. Die mit Abstand üblichsten deutschen Doktorgrade sind der Dr. med., der Dr. med. dent., der Dr. med. vet., der Dr. rer. nat., der Dr. phil., der Dr. iur., der Dr. oec., der Dr. rer. pol., der Dr.-Ing. und der Dr. theol. So wird z. B. einem Mathematiker nach der Promotion normalerweise der Dr. rer. nat. oder der Dr. phil. verliehen, nicht der unübliche Dr. math.
- Dr. agr. (Doctor agriculturae): Doktor der Agrarwissenschaften
- Dr. biol. hum. (Doctor biologiae humanum): Doktor der Humanbiologie
- Dr. cult. (Doctor culturae): Doktor der Kulturwissenschaften (vor dem Zweiten Weltkrieg nur von der TH Dresden verliehen)
- Dr. diac. (Doctor diaconiae): Doktor der Diakoniewissenschaften
- Dr. disc. pol. (Doctor disciplinarum politicarum): Doktor der Sozialwissenschaften (Politikwissenschaften)
- Dr. forest. (Doctor scientiae rerum forestalium): Doktor der Forstwissenschaften
- Dr.-Ing. (Doktoringenieur): Doktor der Ingenieurwissenschaften (Einführung 1899 an den Technischen Hochschulen Deutschlands; wegen des Widerstandes der damaligen klassischen Universitäten gilt für den Grad die deutsche Schreibweise mit Bindestrich, nicht die lateinische)
- Dr. iur. (Doctor iuris): Doktor der Rechtswissenschaft (auch: jur. für juris)
- Dr. iur. can. (Doctor iuris canonici): Doktor der kanonischen Rechtswissenschaft (d. h.: des römisch-katholischen Kirchenrechts)
- Dr. iur. et rer. pol. (Doctor iuris et rerum politicarum): Doktor der Rechts- und Staatswissenschaften
- Dr. iur. utr. (iuris utriusque): Doktor „beiderlei Rechts“, also des weltlichen und des kirchlichen Rechts (auch: j. u.; jur. utr., s. o.)
- Dr. math. (Doctor mathematicae): Doktor der Mathematik
- Dr. med. (Doctor medicinae): Doktor der Medizin
- Dr. med. dent. (Doctor medicinae dentariae): Doktor der Zahnmedizin, in Deutschland 1919[87] eingeführt
- Dr. med. dent. sci. (Doctor medicinae dentariae scientia): Doktorgrad des Promotionsprogramm Translationale Medizin der TU München[88]
- Dr. med. sci.: Doktor der Medizinischen Wissenschaft (Promotionsprogramm Translationale Medizin der TU München[88])
- Dr. med. vet. (Doctor medicinae veterinariae): Doktor der Tiermedizin
- Dr. nat. med.: Doktor der naturwissenschaftlichen Medizin
- Dr. nat. techn. (Doctor naturalium technicarum): Doktor der Bodenkultur
- Dr. oec. (Doctor oeconomiae): Doktor der Wirtschafts-/Verwaltungswissenschaften
- Dr. oec. publ. (Doctor oeconomiae publicae): Doktor der Staatswissenschaften/Wirtschaftswissenschaften
- Dr. oec. troph. (Doctor oecotrophologiae): Doktor der Ernährungswissenschaften/Haushaltswissenschaft
- Dr. paed. (Doctor paedagogiae): Doktor der Erziehungswissenschaften
- Dr. pharm. (Doctor pharmaciae): Doktor der Pharmazie
- Dr. phil. (Doctor philosophiae): Doktor der Philosophie, umfasst die ganze Breite der alten Philosophischen Fakultäten, insbesondere alle Philologien, aber auch Geschichtswissenschaft, Kulturwissenschaften, Pädagogik, Politikwissenschaft, Psychologie, Soziologie, zuweilen auch noch Mathematik, Naturwissenschaften, Theologie und Wirtschaftswissenschaften
- Dr. phil. in art. (Doctor philosophiae in artibus): Doktor der Philosophie in den Künsten (nur Hochschule für bildende Künste Hamburg, Musikhochschule Münster, Filmuniversität Babelsberg[89])
- Dr. phil. nat. (Doctor philosophiae naturalis): Doktor der Naturwissenschaften, wie er an der Johann Wolfgang Goethe-Universität Frankfurt am Main anstelle des Dr. rer. nat. und an der Universität Regensburg als Alternative zum Dr. rer. nat. im Bereich Didaktik der Mathematik und der Didaktiken der Naturwissenschaften (Biologie, Chemie, Physik, NWT) verliehen wird.
- Dr. PH: Doktor der Public Health
- Dr. rer. agr. (Doctor rerum agriculturarum): Doktor der Landbauwissenschaften bzw. Landwirtschaft und Bodenkultur
- Dr. rer. biol. hum. (Doctor rerum biologiae humanae): Doktor der Humanbiologie
- Dr. rer. biol. vet. (Doctor rerum biologiae veterinariae): Doktor der Veterinärbiologie
- Dr. rer. cult. (Doctor rerum culturarum): Doktor der Kulturwissenschaften
- Dr. rer. cur. (Doctor rerum curae): Doktor der Pflegewissenschaften
- Dr. rer. forest. (Doctor rerum forestalium): Doktor der Forstwissenschaften (auch ohne rer.)
- Dr. rer. hum. (Doctor rerum humanarum): Doktor der Medizinwissenschaften[90]
- Dr. rer. hort. (Doctor rerum horticulturarum): Doktor der Gartenbauwissenschaften
- Dr. rer. med. (Doctor rerum medicinae, rerum medicinalium oder rerum medicinarum – je nach verleihender Universität): Doktor der Medizinwissenschaften
- Dr. rer. medic. (Doctor rerum medicinalium): Doktor der theoretischen Medizin[91][92] / Medizinwissenschaften[93][94] / Biomedizin / Medizintechnik / medizinischen Biometrie und Bioinformatik / Gesundheitswissenschaften[95]
- Dr. rer. merc. (Doctor rerum mercantilium): Doktor der Handelswissenschaften
- Dr. rer. mont. (Doctor rerum montanarum): Doktor der Bergbauwissenschaften
- Dr. rer. nat. (Doctor rerum naturalium): Doktor der Naturwissenschaften, verliehen von mathematisch-naturwissenschaftlichen Fakultäten (meist Mathematik, Informatik, Physik, Chemie, Pharmazie, Biologie und Geowissenschaften, mitunter auch Psychologie)
- Dr. rer. oec. (Doctor rerum oeconomicarum): Doktor der Wirtschaftswissenschaften
- Dr. rer. physiol. (Doctor rerum physiologicarum): Doktor der Humanbiologie bzw. Biomedizin
- Dr. rer. pol. (Doctor rerum politicarum): Doktor der Wirtschafts- und Sozialwissenschaften[96]
- Dr. rer. publ. (Doctor rerum publicarum): Doktor der Verwaltungswissenschaften
- Dr. rer. rel. (Doctor rerum religionum): Doktor der Religionskunde (nur Theologische Fakultät der Universität Rostock seit 2009)
- Dr. rer. san. (Doctor rerum sanitatis): Doktor der Gesundheitswissenschaften
- Dr. rer. sec. (Doctor rerum securitatis): Doktor der Sicherheitswissenschaften (nur Fakultät 7 der Bergischen Universität Wuppertal)
- Dr. rer. silv. (Doctor rerum silvestrium bzw. rerum silvaticarum): Doktor der Forstwissenschaften
- Dr. rer. soc. (Doctor rerum socialium): Doktor der Sozialwissenschaften
- Dr. rer. sust. (Doctor rerum sustinentium): Doktor der Nachhaltigkeitswissenschaften[97][98]
- Dr. rer. tech. (Doctor rerum technicarium): Doktor der Technischen Wissenschaften
- Dr. sc. admin. (Doctor scientiarum administrationis): Doktor der Verwaltungswissenschaften
- Dr. sc. agr. (Doctor scientiarum agrariarum): Doktor der Agrarwissenschaften
- Dr. sc. hum. (Doctor scientiarum humanarum): Doktor der Humanbiologie: Doktor der Theoretischen Medizin bzw. Doktor der Medizinwissenschaften: Doktor der Gesundheitswissenschaften
- Dr. sc. med. (Doctor scientiae medicae): Promotion B in der DDR (vergleichbar der medizinischen Habilitation)
- Dr. sc. mus. (Doctor scientiae musicae): Doktor der Musikwissenschaft (spezifischer Doktorgrad der Hochschule für Musik und Theater Hamburg)
- Dr. sc. oec. (Doctor scientiarum oeconomicarum): Doktor der Wirtschaftswissenschaften
- Dr. sc. pol. (Doctor scientiarum politicarum): Doktor der Staatswissenschaften
- Dr. sc. soc. (Doctor scientiae socialis): Doktor der Sozialwissenschaften
- Dr. Sportwiss.: Doktor der Sportwissenschaften
- Dr. theol. (Doctor theologiae): Doktor der Theologie, früher häufig nur D.
- Dr. troph. (Doctor trophologiae): Doktor der Ernährungswissenschaft
- Ph.D. (Doctor of Philosophy, eigentlich Philosophiae Doctor): Doktorgrad, der von verschiedenen Fakultäten vergeben wird und häufig auf ein englischsprachiges und strukturiertes Promotionsprogramm (nach angelsächsischem Vorbild) hindeutet.[99][100]
- Dr. B. A. (Doctor of Business Administration): Doktor der Betriebswirtschaftslehre, wird von verschiedenen Fakultäten vergeben und ist häufig ein Promotionsprogramm in Kooperation mit angelsächsischen Universitäten.

#### Sonstige Doktorgrade
- DDr. (Dr. theol. bzw. D. et Dr.): eine Person mit einem theologischen (ggf. Ehren-) Doktorgrad und einem weiteren Doktorgrad
- Dr. des. (Doctor designatus): Doktorgrad, der nach einigen Promotionsordnungen zwischen dem Ende des Promotionsverfahrens und der Veröffentlichung der Dissertation oder zwischen Veröffentlichung der Dissertation und Aushändigung der Promotionsurkunde geführt werden kann
- Dr. habil. (Doctor habilitatus): Doktor mit Lehrbefähigung (Habilitation)
- Dr. mult. (Doctor multiplex): abkürzend bei einer Person mit mindestens drei Doktorgraden; meist nur bei Trägern mehrerer Ehrendoktorgrade üblich
- Dr. h. c. mult. (Doctor honoris causa multiplex): abkürzend bei einer Person mit mindestens drei Ehrendoktorgraden
- Dres. (Doctores): Plural (s. o.) zu Doctor. Der Plural bezieht sich jedoch nur auf mehrere (mindestens zwei) unterschiedliche Personen, d. h. die Promovierten, nicht auf den Doktorgrad an sich. Häufig – auch im universitären Umfeld – wird der Plural Doctores fälschlich für zumeist zwei Doktorgrade angewandt.[101]

#### Ehrendoktorwürde
- D. (ehrenhalber): Ehrendoktor der ev. Theologie
- Dr. h. c. (Doctor honoris causa): Ehrendoktor („der Ehre halber“)
- Dr. e. h. (Doktor ehrenhalber): Ehrendoktor, auch: eh. oder E. h.

Die Ehrendoktorwürde kann von einer Hochschule mit Promotionsrecht verliehen werden. Dies erfolgt ohne Dissertation. Die Ehrendoktorwürde ist kein akademischer Grad.

#### DDR
- Dr. admin. (Doctor administrationis): Doktor der Verwaltungsbetriebslehre
- Dr. rer. comm. (Doctor rerum commercialium): Doktor der Handelswissenschaften
- Dr. rer. mil. (Doctor rerum militarium): Doktor der Militärwissenschaften
- Dr. rer. silv. (Doctor rerum silvestrium bzw. rerum silvaticarum): Doktor der Forstwissenschaften (in die BRD übernommen)
- Dr. sc. (Doctor scientiae …): Doktor der Wissenschaften (in Kombination mit der jeweiligen Fakultät, bspw. Dr. sc. jur.) – Titel nach erfolgreicher Promotion B, ähnlich der Habilitation zum Dr. habil.

### Österreich
- DDr.: inoffizielle Abkürzung für zweifachen Doktorgrad (Dr. mult. ist in Österreich nicht gebräuchlich)
- Dr. iur. (iuris): Doktor der Rechtswissenschaften (in der Praxis auch oft noch in der früher üblichen Schreibweise Dr. jur.)
- Dr. med. dent. (medicinae dentalis): Doktor der Zahnmedizin – Dieser Grad wird durch ein Diplomstudium erworben und ist ein Nachweis der Berufsausbildung, nicht der wissenschaftlichen Qualifikation (vgl.: Dr. scient. med.).
- Dr. med. dent. et scient. med. (medicinae dentalis et scientiae medicae): Doktor der Zahnmedizin mit wissenschaftlicher Befähigung (siehe Dr. scient. med.)
- Dr. med. univ. (medicinae universae): Doktor der gesamten Heilkunde – Dieser Grad war bis 2002 nach dem AHStG ein vollwertiger Doktorgrad mit wissenschaftlicher Befähigung und ist seit dem Beginn des Studiums ab dem UG2002 nur durch ein Diplomstudium erworben und ist ein Nachweis der Berufsausbildung, nicht der wissenschaftlichen Qualifikation (vgl.: Dr. scient. med.).
- Dr. med. univ. et scient. med. (medicinae universae et scientiae medicae): Doktor der gesamten Heilkunde mit wissenschaftlicher Befähigung (siehe: Dr. scient. med.).
- Dr. med. vet. (medicinae veterinariae): Doktor der Veterinärmedizin.
- Dr. mont. (rerum montanarum): Doktor der Montanwissenschaften. Wird nur von der Montanuniversität Leoben vergeben.
- Dr. rer. comm. (rerum commercialium): Doktor der Handelswissenschaften. Wurde früher von der Hochschule für Welthandel vergeben.
- Dr. nat. techn. (naturalium technicarum): Doktor der Bodenkultur. Wird nur von der Universität für Bodenkultur Wien (BOKU) vergeben.
- Dr. phil. (philosophiae): Doktor der Philosophie. Umfasst die gesamten Geisteswissenschaften, u. a. Deutsche Philologie („Germanistik“) und Philosophie sowie die Sozialwissenschaften, u. a. Politikwissenschaft und Soziologie.
- Dr. phil. fac. theol. (philosophiae facultatis theologicae): Doktor der Philosophie einer katholisch-theologischen Fakultät.
- Dr. rer. nat. (rerum naturalium): Doktor der Naturwissenschaften
- Dr. rer. silv. (rerum silvestrium): Doktor der Forstwissenschaft
- Dr. rer. soc. oec. (rerum socialium oeconomicarumque): Doktor der Sozial- und Wirtschaftswissenschaften, umfasst unter anderem BWL, Soziologie, VWL, Wirtschaftsinformatik und Wirtschaftspädagogik
- Dr. sc. admin. (Doctor scientiarum administrationis): Doktor der Verwaltungswissenschaften
- Dr. sc. hum. (scientiarum humanarum): Doktor der Gesundheitswissenschaften
- Dr. sc. inf. med. (scientiarum informaticarum medicinarum): Doktor der medizinischen Informatik. (UMIT – Private Universität für Gesundheitswissenschaften, Medizinische Informatik und Technik – bis Ende 2004)
- Dr. sc. inf. biomed. (scientiarum informaticarum biomedicae): Doktor der biomedizinischen Informatik (Private Universität für Gesundheitswissenschaften, Medizinische Informatik und Technik Tirol – seit Anfang 2005)
- Dr. scient. med. (scientiae medicae): Doktor der medizinischen Wissenschaft, an der Medizinischen Universität Wien auch: Doktor der Angewandten Medizinischen Wissenschaft. Dies ist ein wissenschaftliches Doktorat, mit dem die Fähigkeit zur selbstständigen Forschung in der Medizin nachgewiesen wird. Wenn Absolventen eines Dr. med. dent. oder Dr. med. univ. den Dr. scient. med. erwerben, wird kein zusätzlicher Doktorgrad vergeben, sondern „et scient. med.“ hinzugefügt, siehe Dr. med. dent. et scient. med. bzw. Dr. med. univ. et scient. med.
- Dr. techn. (technicae): Doktor der technischen Wissenschaften, umfasst u. a. Bauingenieurwesen, Architektur, Elektrotechnik, Informatik, Maschinenbau und Technische Chemie/Mathematik/Physik – Vgl.: Dr.-Ing. in Deutschland.
- Dr. theol. (theologiae): Doktor der Theologie
- Dr. h. c. (honoris causa): Ehrendoktor.
- Ph.D. (philosophiae doctor): Dieser Doktorgrad kann in allen Fächern statt des traditionellen Grades (Dr. …) verliehen werden, ist jedoch nicht per se höherwertiger als der Dr. phil.

#### Ehrendoktorwürde
- Dr. h. c. (honoris causa): Ehrendoktor („der Ehre halber“)
- Dr. e. h. (ehrenhalber): Ehrendoktor, auch: eh. oder E. h. (fast nur an Technischen Hochschulen)
- D. (ehrenhalber): Ehrendoktor der ev. Theologie

Die Ehrendoktorwürde kann von einer Hochschule mit Promotionsrecht verliehen werden. Dies erfolgt ohne Dissertation. Die Ehrendoktorwürde ist kein akademischer Grad.

### Schweiz
- dr ès sc.: Doktor der Wissenschaften, französisch Docteur ès sciences (École polytechnique fédérale de Lausanne, Universität Genf)[102][103]
- Dr. iur.: Doktor der Rechtswissenschaften
- Dr. med.: Doktor der Medizin
- Dr. med. dent.: Doktor der Zahnmedizin
- Dr. med. vet.: Doktor der Veterinärmedizin
- Dr. nat. oec.: Doktor der Nationalökonomie (selten)
- Dr. oec. publ.: Doktor der Wirtschaftswissenschaften
- Dr. pharm. (pharmaciae): Doktor der Arzneikunde
- Dr. phil.: Doktor der Philosophie (umfasst Geistes- und Naturwissenschaften)
- Dr. rer. cam. (rerum cameralium): Doktor der Kameralwissenschaft (Staatswirtschaftskunde)
- Dr. rer. pol. (rerum politicarum): Doktor der Wirtschaftswissenschaft (eigentlich: Staatswissenschaften)
- Dr. rer. soc. (rerum socialium): Doktor der Sozialwissenschaften
- Dr. oec. HSG (oeconomiae): Doktor der Wirtschaftswissenschaften (Universität St. Gallen HSG)
- Dr. rer. publ.: (rerum publicarum): Doktor der Verwaltungswissenschaften (Universität Lausanne & Hochschulinstitut für öffentliche Verwaltung (IDHEAP))
- Dr. rer. publ. HSG: Doktor der Staatswissenschaften (Universität St. Gallen)
- Dr. sc. agr. (scientiarum agrariarum): Doktor der Landwirtschaftswissenschaft
- Dr. sc. inf. (scientiarum informaticarum): Doktor der Informatik (Universität Freiburg)
- Dr. sc. med. (scientiarum medicinae): Doktor der Medizin
- Dr. sc. math. (scientiarum mathematicarum): Doktor der Mathematik
- Dr. sc. techn.: (scientiarum technicarum) Doktor der Technischen Wissenschaften
- Dr. sc. nat. (scientiarum naturalium): Doktor der Naturwissenschaften
- Dr. sc. pol. (scientiarum politicarum): Doktor der Sozialwissenschaften (eigentlich: Staatswissenschaften)
- Dr. sc. ETH Zürich: Doktor der Wissenschaften (ETH Zürich)[104]
- Dr. sc. rel.: Doktor der Religionswissenschaften
- Dr. scient. med. (scientiarum medicinae): Doktor der Medizin
- Dr. theol. (theologiae): Doktor der evangelischen, christkatholischen oder römisch-katholischen Theologie